# Total Linhas Aéreas
Total Linhas Aereas (mã ICAO = TTL) là hãng hàng không của Brasil, trụ sở ở Belo Horizonte, (Minas Gerais). Hãng có các tuyến đường chở khách quốc nội, vận chuyển hàng hóa, máy bay taxi, cũng như chở thư tín ban đêm cho Bưu điện Brazil. Căn cứ chính của hãng ở Sân bay Belo Horizonte/Pampulha - Carlos Drummond de Andrade.

## Lịch sử
Hãng được thành lập năm 1988 dưới tên Total Taxi Aereo, do Grupo Empresarial Rota làm chủ tịch.
Ngày 13.11.2007 công ty TRIP Linhas Aéreas và công ty Total Linhas Aéreas ký thỏa thuận hợp nhất 2 hãng do yêu cầu của Cơ quan hàng không dân dụng quốc gia Brazil và đến tháng 5/2008 Total Linhas Aéreas đã chính thức hợp nhất với TRIP Linhas Aéreas.

## Các điểm đến
(Tháng 2/2007):
- Altamira
- Araguaína
- Araxá
- Belém
- Belo Horizonte
- Brasília
- Carajás
- Diamantina
- Governador Valadares
- Ipatinga
- Itaituba
- Manaus
- Montes Claros
- Parintins
- Patos de Minas
- Porto Trombetas
- Ribeirão Preto
- Rio de Janeiro
- Santarém
- Tucuruí
- Uberaba
- Uberlândia
- Vitória

## Đội máy bay
(Ngày 30.6.2008):
- 4 ATR 42-300
- 1 ATR 42-320
- 3 ATR 42-500
- 1 ATR 72-212
- 4 Boeing 727-200F